# Dendrobates virotii
Dendrobates es un género monotípico de orquídeas. Su única especie: Dendrobates virotii es una rara especie epífita, a veces, de hábito terrestre que se encuentra en las cálidas y húmedas selvas tropicales, endémica de Nueva Caledonia. 

## Descripción
Es una liana, a menudo, epífita sobre los troncos de los árboles, rara vez entre la hojarasca del suelo. Tiene una ramificación alargada: Las hojas elípticas, con ápice agudo de 9-20 mm. Las raíces son largas y suaves. Las flores son de color marrón, los labios de color marrón rojizo o marrón verdoso, blanco, rojo o naranja con bordes blancos. Es raro encontrar esta planta florecida. Ha sido separada del género Dendrobium. 
Ha sido segregado del género Dendrobium por M.A.Clem. y D.L.Jones en 2002.
El género cuenta actualmente con una única especie: Dendrobates virotii (Guillaumin) M.A.Clem. & D.L.Jones (2002)

## Taxonomía
Dendrobates virotii fue descrito por M.A.Clem. y D.L.Jones y publicado en Orchadian (Australasian native orchid society) 13: 487. 2002.
Etimología
Dendrobates: nombre genérico que proviene del griego dendro (árbol) y bates (caminante).
virotti: epíteto otorgado en honor del botánico francés Robert Virot.
Sinonimia
- Dendrobium virotii Guillaumin, Notul. Syst. (Paris) 10: 59 (1941).
- Grastidium virotii (Guillaumin) Rauschert, Feddes Repert. 94: 453 (1983).[3]